# Puente de Túnel Naya
El puente de Túnel Naya, también denominado puente de Naya, es un puente ferroviario situado en el municipio español de Minas de Riotinto, en la provincia de Huelva. La infraestructura, que originalmente formaba parte del ferrocarril de Riotinto, continúa estando operativa en la actualidad.
El puente fue construido en 1912 para el paso inferior del ramal procedente del túnel Naya que pasaba bajo la vía general del ferrocarril minero y conectaba con el complejo de Zarandas-Naya. Las obras corrieron a cargo de la Rio Tinto Company Limited (RTC), propietaria de la línea férrea. El puente de Naya está construido en mampuesto y posee un único arco de medio punto. Tiene, a su vez, una anchura de ocho metros y una altura de seis metros.